# Quasi-Park Narodowy Suigō-Tsukuba
Quasi-Park Narodowy Suigō-Tsukuba (jap. 水郷筑波国定公園 Suigō-Tsukuba Kokutei Kōen) – quasi-park narodowy na nizinie Kantō, na wyspie Honsiu, w Japonii.
W granicach parku znajdują się: dwie góry Kaba-san i Tsukuba-san, jezioro Kasumi-ga-ura, Wodny Ogród Botaniczny Suigō Sawara oraz dwa chramy shintō: Kashima-jingū i Katori-jingū. Park znajduje się w granicach prefektur: Ibaraki i Chiba i zajmuje powierzchnię 343,1 km². Obszar parku jest pod ochroną Międzynarodowej Unii Ochrony Przyrody, gdyż został oznaczony kategorią V, czyli jako park chroniący krajobraz.
Obszar ten został wyznaczony jako quasi-park narodowy 3 marca 1959. Podobnie jak wszystkie quasi-parki narodowe w Japonii, jest zarządzany przez samorząd lokalny prefektury.